# Czesław Litwin
Czesław Litwin (ur. 17 marca 1955 w Głogowie, zm. 27 września 2024) – polski polityk, technik mechanik, hutnik, rolnik, samorządowiec i poseł na Sejm V kadencji.

## Życiorys
W 1981 ukończył Technikum Mechaniczne w Zielonej Górze. w latach 1974–1986 pracował w hucie miedzi w Głogowie, później prowadził gospodarstwo rolne w miejscowości Nielubia oraz ubojnię zwierząt. Zasiadał w radzie nadzorczej Wojewódzkiego Funduszu Ochrony Środowiska i Gospodarki Wodnej we Wrocławiu.
Od 1980 należał do NSZZ „Solidarność”. W 1998 wstąpił do ZZR Samoobrona oraz partii Samoobrony RP i objął funkcję wiceprzewodniczącego jej władz wojewódzkich.  W wyborach samorządowych w 1998 bezskutecznie ubiegał się o mandat radnego powiatu głogowskiego z listy koalicji Przymierze Społeczne. W latach 2002–2005 był radnym sejmiku dolnośląskim. Od marca 2003 kierował klubem radnych Samoobrony RP.
W wyborach w 2005 uzyskał z jej listy mandat poselski na Sejm V kadencji z okręgu legnickiego liczbą 9902 głosów. Pracował w Komisji Ochrony Środowiska, Zasobów Naturalnych i Leśnictwa oraz Komisji Skarbu Państwa.
W przedterminowych wyborach parlamentarnych w 2007 bez powodzenia ubiegał się o reelekcję (otrzymał 2043 głosy). Tuż po nich wystąpił z Samoobrony RP. Później wstąpił do Polskiego Stronnictwa Ludowego i bez powodzenia kandydował do Sejmu z listy tej partii w wyborach parlamentarnych w 2011 (otrzymał 333 głosy).